# Eleições presidenciais no Quirguistão em 2005
As eleições presidenciais no Quirguistão foram realizadas em 10 de julho de 2005. O resultado foi uma vitória esmagadora para o presidente interino Kurmanbek Bakiev, marcando o fim de seu governo interino formado após o presidente anterior, Askar Akayev, ter sido derrubado na revolução das tulipas em março de 2005.

## Transição pós-revolução
Artigo principal: Revolução das Tulipas
Na quinta-feira, 24 de março de 2005, o presidente Akayev fugiu do país enquanto manifestantes invadiram prédios do governo. O primeiro-ministro Nikolai Tanayev também renunciou no mesmo dia criando um vácuo de poder. A Constituição diz claramente "Se o presidente se tornar incapaz de exercer suas funções por razões como morte, doença ou impeachment, o primeiro-ministro cumprirá suas funções até a eleição de um novo chefe de Estado. Isso deve ocorrer dentro de três meses após o término de sua Presidência." Isto apresentou, portanto, ao parlamento quirguiz um problema legal. Ishenbai Kadyrbekov, presidente do Parlamento imediatamente assumiu o poder, inconstitucionalmente. No dia seguinte, o líder da oposição Kurmanbek Bakiyev foi nomeado primeiro-ministro e, portanto, presidente interino.
O período provisório foi de crescente tensão política e quebra do Estado de Direito. O novo parlamento unicameral – eleito em meio a alegações de fraude – entrou em sessão em 22 de março. No entanto, seu mandato foi revogado apenas dois dias depois, com a Suprema Corte declarando a antiga câmara o corpo legítimo. Esta decisão foi então mais uma vez revogada por um acordo entre as câmaras rivais. O parlamento "antigo" dissolveu-se, e o "novo" parlamento ganhou reconhecimento como órgão legítimo (embora vários assentos individuais permanecessem em disputa e sujeitos a revisão pelos tribunais). Isso atraiu alguns protestos de pessoas que argumentavam que a revolta era em relação direta à eleição fraudada que havia criado a nova legislatura. Além disso, Bermet Akayeva e outros políticos foram autorizados a sentar-se na nova câmara por um período significativo, antes de também terem seus mandatos declarados nulos e nulos.
O ex-presidente, Akayev, recusou-se a renunciar até abril, criando um período legalmente questionável pelo qual dois chefes de Estado existiam (o parlamento havia permitido que Bakiyev assumisse sem impeachment de Akayev ou iniciasse qualquer processo legal que terminasse formalmente sua Presidência). Os advogados do ex-líder ainda alegam que ele permanece legalmente presidente do Quirguistão. [citação necessária]
Um aumento da violência também ocorreu após a revolução. Em 1 º de junho, centenas de pessoas forçaram seu caminho para a Suprema Corte do Quirguistão, expulsando manifestantes que a mantinham há mais de um mês. A ocupação estava sendo realizada em apoio aos candidatos que perderam durante as eleições parlamentares em abril. A reunião impediu o tribunal de operar. Após uma hora de confrontos, policiais e soldados desarmados teriam conseguido separar os dois grupos, enquanto uma testemunha disse ter visto várias pessoas feridas serem levadas em ambulâncias.
O legislador quirguiz Jyrgalbek Surabaldiev foi morto a tiros em Bishkek em 10 de junho, após um ataque a outro político Bayaman Erkinbayev em abril. Durante o mesmo dia, manifestantes, supostamente protestando contra Erkinbayev, foram atacados na cidade de Osh,no sul. Pelo menos uma pessoa foi morta, e outras cinco ficaram feridas como resultado da violência.

## Candidatos
A Comissão Central de Eleições concluiu o registro de candidatos presidenciais em 13 de junho. As eleições haviam sido realizadas pela última vez em 29 de outubro de 2000, com as próximas previamente agendadas para o final de 2005. A eleição de 2000 foi marcada por alegações de fraude, aumentada pela alta porcentagem de votos para o presidente Akayev - 74%. Seu rival mais próximo foi Omurbek Tekebayev, que obteve 14%. O ex-vice-presidente e líder da oposição Felix Kulov havia inicialmente decidido concorrer às ele pesquisas de 2005, mas depois se retirou da corrida. Isso se seguiu a um acordo com o presidente em exercício Bakyiev, pelo qual Kulov se tornaria primeiro-ministro caso o líder interino vencesse a eleição. Urmatbek Baryktabasov, um empresário do leste de Karakol,foi recusado a registrar-se para a eleição, depois que as autoridades citaram sua suposta cidadania cazaque. Mais de 100 manifestantes quirguiz exigindo seu registro invadiram o principal prédio do governo de Bishkek, ocupando-o por várias horas.
Seis candidatos foram registrados: presidente interino Kurmanbek Bakiev; empresário Akbaraly Aitikeev; ouvidor Tursunbai Bakir uulu; ex-ministro do Interior Keneshbek Duishebaev; Movimento Democrático do Quirguistão cabeça Jypar Jeksheev; e ativista de organização não-governamental Toktaim Umetalieva. O ex-governador da província de Jalalabad Jusupbek Sharipov, um sétimo candidato, retirou-se da corrida em 23 de junho. Ele disse que queria apoiar Bakiev-Kulov, e trabalhar para a unidade nacional.
Os candidatos se encontraram em uma série de debates televisivos frente a frente a partir de 4 de julho, culminando em uma reunião de todos os indivíduos na sexta-feira, 8 de julho.

## Resultados
| Candidato                            | Partido                              | Votos     | %      |
| ------------------------------------ | ------------------------------------ | --------- | ------ |
| Kurmanbek Bakiyev                    | Independente                         | 1,776,156 | 89.50  |
| Tursunbai Bakir Uulu                 | Quirguistão Erkin                    | 78,701    | 3.97   |
| Akbaraly Aitikeev                    | Independente                         | 72,604    | 3.66   |
| Zhapar Dzheksheyev                   | Independente                         | 18,166    | 0.92   |
| Toktayym Ümötalieva                  | Independente                         | 10,445    | 0.53   |
| Keneshbek Dushebaev                  | Independente                         | 10,253    | 0.52   |
| Contra todos                         | Contra todos                         | 18,197    | 0.92   |
| Total                                | Total                                | 1,984,522 | 100.00 |
|                                      |                                      |           |        |
| Votos válidos                        | Votos válidos                        | 1,984,522 | 99.13  |
| Votos inválidos/em branco            | Votos inválidos/em branco            | 17,482    | 0.87   |
| Total de votos                       | Total de votos                       | 2,002,004 | 100.00 |
| Eleitores registrados/comparecimento | Eleitores registrados/comparecimento | 2,760,530 | 72.52  |
| Fonte: Tribunal Constitucional, IFES |                                      |           |        |